# Atherix erythraspis
Atherix erythraspis är en tvåvingeart som beskrevs av Mario Bezzi 1909. Atherix erythraspis ingår i släktet Atherix och familjen bäckflugor. Inga underarter finns listade i Catalogue of Life.